# Тебю
За едноименната община вижте Тебю (община).
Тебю (на шведски: Täby) е град в източната част на централна Швеция. Той е град-сателит (предградие) в северната част на шведската столица Стокхолм (15 km от Стокхолм) в едноименния лен Стокхолм. Главен административен център е на едноименната община Тебю. Има жп гара, от която може да се пътува към Стокхолм и северната част на страната. Населението на града е 58 593 жители от преброяването през 2005 г.

## Личности
Родени
- Ерик Придс (р. 1976), шведски диджей
- Джесика Фолкър (р. 1975), шведска поппевица

Починали
- Рене Бьорлинг (1898–1975), шведска киноактриса

## Побратимени градове
- Райнбек, Германия от 1956 г.